# Pretori
Pretori (Praetorium) va ser al començament el nom de la tenda dels generals romans als campaments. Es deia així perquè els generals romans antigament eren pretors i no cònsols. Els oficials de l'estat major o consell de guerra eren anomenats també el pretori.
D'aquesta primera denominació en van derivar d'altres, especialment la del Pretori, que era la residència del governador provincial, i per extensió es deia pretori a una casa molt gran o un palau. El quarter general dels pretorians a Roma també es deia el Pretori.
Uns quants llocs a Hispània, Gàl·lia, i unes altres províncies, es deien Praetorium perquè eren la residència d'un pretor i seu d'una cort suprema, i generalment tenien un edifici palatí.